# 미녀와 순정남
《미녀와 순정남》은 2024년 3월 23일부터 2024년 9월 22일까지 방송된 KBS 2TV 주말 드라마로, 김사경 작가의 실패작이다.

## 방송 시간
| 방송국  | 방송 기간                                     | 방송 시간                     | 방송 분량 |
| ------- | --------------------------------------------- | ----------------------------- | --------- |
| KBS 2TV | 2024년 3월 23일 ~ 2024년 3월 31일 [1회~4회]   | 매주 주말 저녁 7:55 ~ 밤 9:20 | 85분      |
| KBS 2TV | 2024년 4월 6일 ~ 2024년 7월 21일 [5회~36회]   | 매주 주말 저녁 7:55 ~ 밤 9:15 | 80분      |
| KBS 2TV | 2024년 8월 10일 ~ 2024년 9월 15일 [37회~48회] | 매주 주말 저녁 7:55 ~ 밤 9:15 | 80분      |
| KBS 2TV | 2024년 8월 11일 [38회]                        | 일요일 밤 9:00 ~ 10:20        | 80분      |
| KBS 2TV | 2024년 8월 18일 & 2024년 8월 25일 [40회&42회] | 일요일 저녁 8:05 ~ 밤 9:25    | 80분      |
| KBS 2TV | 2024년 9월 21일 ~ 2024년 9월 22일 [49회~50회] | 주말 저녁 7:55 ~ 밤 9:25      | 90분      |

## 제작진

### 제작사
- 래몽래인 : MBC 일일 드라마 《전생에 웬수들》(제작), KBS 2TV 월화 드라마 《성균관 스캔들》(제작) 제작

### 제작
- 김동래
- 윤희경

### 극본
- 김사경 : KBS 2TV 아침 드라마 《걱정하지마》(공동 집필), KBS 1TV 일일 드라마 《미우나 고우나》(공동 집필), SBS 주말 드라마 《천만번 사랑해》(집필), SBS 주말 드라마 《내사랑 내곁에》(집필), MBC 일일 드라마 《오자룡이 간다》(집필), MBC 주말 드라마 《장미빛 연인들》(집필), MBC 주말 드라마 《불어라 미풍아》(집필), KBS 2TV 주말 드라마 《하나뿐인 내편》(집필), KBS 2TV 주말 드라마 《신사와 아가씨》(집필) 집필
- 이지선
- 문소정
- 권이현

### 연출
- 홍석구 : KBS 1TV 일일 드라마 《금쪽같은 내 새끼》(공동 연출), KBS 2TV 월화 드라마 《안녕하세요 하느님》(공동 연출), KBS 2TV 특집 드라마 《우리를 행복하게 하는 몇 가지 질문》(공동 연출), KBS 2TV 특집 드라마 《경숙이, 경숙 아버지》(연출), KBS 2TV 월화 드라마 《2009 전설의 고향》(공동 연출), KBS 2TV 《KBS 드라마 스페셜 - 빨강사탕》(연출), KBS 2TV 《KBS 드라마 스페셜 - 보라색 하이힐을 신고 저승사자가 온다》(연출), KBS 2TV 월화 드라마 《매리는 외박중》(공동 연출), KBS 2TV 《KBS 드라마 스페셜 연작 시리즈 - 아들을 위하여》(연출), KBS 1TV 일일 드라마 《힘내요 미스터 김》(연출), KBS 2TV 수목 드라마 《골든크로스》(연출), KBS 2TV 월화 드라마 《란제리 소녀시대》(공동 연출), KBS 2TV 월화 드라마 《완벽한 아내》(공동 연출), KBS 2TV 주말 드라마 《하나뿐인 내편》(연출), KBS 2TV 주말 드라마 《오! 삼광빌라!》(연출), KBS 2TV 《KBS 드라마 스페셜 - 유포자들》(연출), KBS 1TV 일일 드라마 《금이야, 옥이야》(책임 프로듀서), 영화 《유포자들》(연출) 연출

- 홍은미 : KBS 2TV 《KBS 드라마 스페셜 - 모단 걸》(연출), KBS 2TV 《KBS 드라마 스페셜 - 고백하지 않는 이유》(연출), KBS 2TV 월화 드라마 《순정복서》(공동 연출) 연출

## 등장 인물
- (†) 표시는 드라마 상에서 최종적으로 사망한 인물이다.

### 주요 인물
- 임수향 : 박도라 / 김지영 역(아역: 이설아) - 필승의연인이자 필승의 아내. 쌍둥이의 어머니. 마리의 새언니이자 시누이
- 지현우 : 고필승 / 공필승 역(아역: 문성현) 도라의연인이자 도라의 남편. 쌍둥이의 아버지. 마리의 이부오빠.이자 시매부

### 도라의 가족
- 차화연 : 백미자 역 - 도식&도라&도준의 어머니. 과부. 도라엔터테인먼트 대표.-절 공양보살, 도라를 잃고 점점 추락하게 된다. 도도의 기획사 대표. 진단으로 인해 경찰에 2번 체포당했으며 그녀를 누명으로 밝혀져 출소되었다.

- 양대혁 : 박도식 역(아역: 오한결) - 미자의 아들, 도준의 형. 도라의 오빠. 도라엔터테인먼트 부대표-칼국수집 사장. 필승의 손위처남.

- 이상준 : 박도준 역(아역: 정민준) - 학생, 미자의 막내아들. 도식의 남동생. 도라의 남동생이자 시매부 . 마리의 남편. 필승의 처남이자 매제.

### 필승의 가족
- 윤유선: 김선영 역 - 현철의 아내, 금자의 며느리. 명동의 올케. 필승의 수양어머니. 수연과 애교의 친구. 도라의 시어머니.

- 이두일: 고현철 역 - 필승의 수양아버지, 선영의 남편. 금자의 아들. 명동의 오빠. 진상구의 중학교 선배. 도라의 시아버지.

- 임예진: 소금자 역 - 현철과 명동의 어머니, 선영의 시어머니. 필승의 수양할머니. 도라의 시할머니.

- 이영은: 고명동 역 - 필승의 수양고모, 금자의 늦둥이 딸. 현철의 여동생. 선영의 시누이. 도라의 시고모.

### 진단의 가족
- 박상원: 공진택 역 - APP그룹 회장, 수연의 남편. 필승의 양아버지. 마리의 아버지. 도라의 양시아버지.

- 이일화: 장수연 역 - 진택의 아내, 마리의 어머니. 필승의 생모. 선영&애교의 친구 ,고고엔터 전 대표, 쌍둥이의 친할머니. 도라의 친시어머니.

- 고윤: 공진단 / 진진단 역 - 엔젤투자 대표, 애교의 아들. 상구의 친아들. 수감자.

- 김혜선: 홍애교 역 - 진단의 어머니, 수연 선영 의 친구 .

- 정재순: 공대숙 역(6회~50회) - 진택의 고모, 진단의 의붓고모, 수연의 시고모. 필승,마리의 고모할머니. 애교의 시누이.

- 한수아: 공마리 역(아역: 이소윤) - 진택과 수연의 무남독녀 외동딸, 진단의 의붓조카. 대숙의 조카 손녀. 애교의 의붓손녀. 필승의 이부여동생이자 처남댁. 도준의 아내. 쌍둥이의 고모이자 숙모, 도라의 시누이이자 올케.

### 그 외 인물
- 허진: 김꽃분 역(†, 1회~3회)

- 이승형: 홍진구 역(4회~42회)

- 강성민: 차봉수 역(5회~36회 / 41회 / 46회)

- 원유진: 조비비 역(4회~24회)

- 남중규: 이재동 역(4회~42회) - 도라 실종 후에는 비비의 매니저를 맡고 있다. 이후 매니지먼트사를 따로 차리고 연예인 영입을 수소문하다가 김지영 (박도라)에게 영입 제의를 한다.

### 기타 인물
- 신강균 : 공대길 역(†) - 공진택의 친아버지이자 공진단의 의붓아버지. 장수연의 시아버지이자 공마리의 할아버지, 공대숙의 오빠. APP그룹 선대 회장.

- 김낙균 : 백미자의 채권자 역(1회~5회)

- 김가란 : 공진단의 전 연인 역(6회)

- 박선옥: 조 여사 역(†, 1회~10회) - 대숙의 지인.

- 미상: 김재경 역 - 장수연과 홍애교의 친구.

- 미상: 강은주 역 - 장수연과 홍애교의 친구.

- 이주실 : 이순정 역(15회~50회) - 지영의 할머니.

- 박세영 : 박숙자 역(4회~50회) - 필승의 후배, 드라마 조연출.

- 전혜지 : 김태희 역(18회~40회) - 공진단의 소개팅녀로 출연.

- 한이재 : 도도 역(20회~26회) - 20회에서 첫 등장. 미자가 길거리에서 캐스팅한 미자의 소속 배우. 26회에서 미자의 소속사와 계약 해지를 하였다.

- 안연홍 : 김오경 역(22회~50회) - 고필승과 드라마 작업 중인 드라마 작가.

- 송수이 : 김수영 역(28회~50회) - 고필승 감독이 연출하는 드라마 〈장미의 집〉에 출연하는 배우로, 김나비 역할을 맡았다. 재벌 대표의 비서이다.

- 엄효섭 : 진상구 역(32회~50회) - 32회에서 첫 등장. 과거 사진에 홍애교와 함께 있는 사진이 공개되었다. 현철의 중학교 후배. 진단의 친부. 수감자.

- 최재섭 : 황정식 역

- 김홍순 : 황정식 어머니 역

- 차도진 : 감독 역(48회~50회) - 고명동의 드라마 기획안을 마음에 들어하는 감독.명동의 연인.

- 진예 : 알바생 역(50회) - 도식이의 칼국수집 알바생. 도식이의 연인.

### 설정만으로 언급된 인물
- 공 회장 (†) - 공대길, 공대숙의 아버지이자 공진택의 할아버지이자 공진단의 의붓할아버지이자 공마리의 증조할아버지. APP그룹 창업주. 공대숙의 언급으로 나온다

- 공진택의 어머니 (†) - 공대길의 본처이자 공진택의 친어머니이자 장수연의 시어머니, 공마리의 친할머니.

- 장 의원 - 장수연의 아버지이자 고필승, 공마리의 외할아버지이자 공진택의 장인. 전직 국회의원.

- 한 회장 - 제일철강의 회장으로 공진단 맞선 상대의 아버지이다.

- 문천식: 김성수 (†) - 고필승의 친부. 33회 장수연이 고필승에서 과거 사망하였다고 언급함.

- 제시카 (†) - 공대숙의 지인. 故 조여사의 절친이자, 장수연이 세들어살던 하숙집 주인.

- 박OO (†) - 만악의 근원3. 백미자의 남편이자 박도라의 아버지.

- 진짜 김지영 - 이순정의 친손녀.

### 특별 출연
- 박근형: 김준섭 역(†, 1~3회 / 13회 / 18회) - 필승의 외할아버지이자 선영의 아빠.

- 인교진: 돈텔미미 나이트 사장 역(1회)

- 미람: 정미 역(1회~3회 / 9회) - 고등학생 시절 필승(대충)의 옛 연인.

- 이세희: 세라 역(17회) - 인기 스타 여배우.

## 시청률
최저 시청률과 최고 시청률은 시청률 조사회사와 지역별로 시청률에 차이가 있을 수 있습니다.
| 2024년 | 2024년   | 2024년          | 2024년          | 2024년        |
| 회차   | 방송일   | TNMS 시청률     | AGB 시청률      | AGB 시청률    |
| 회차   | 방송일   | 대한민국 (전국) | 대한민국 (전국) | 서울 (수도권) |
| ------ | -------- | --------------- | --------------- | ------------- |
| 제1회  | 3월 23일 | -               | 15.3%           | 14.1%         |
| 제2회  | 3월 24일 | -               | 17.2%           | 16.0%         |
| 제3회  | 3월 30일 | -               | 14.9%           | 13.9%         |
| 제4회  | 3월 31일 | -               | 17.6%           | 16.0%         |
| 제5회  | 4월 6일  | -               | 15.0%           | 14.2%         |
| 제6회  | 4월 7일  | -               | 16.0%           | 14.5%         |
| 제7회  | 4월 13일 | -               | 14.4%           | 13.5%         |
| 제8회  | 4월 14일 | -               | 16.8%           | 14.9%         |
| 제9회  | 4월 20일 | -               | 14.8%           | 13.1%         |
| 제10회 | 4월 21일 | -               | 16.5%           | 15.2%         |
| 제11회 | 4월 27일 | -               | 14.1%           | 13.1%         |
| 제12회 | 4월 28일 | -               | 15.2%           | 14.0%         |
| 제13회 | 5월 4일  | -               | 13.0%           | 11.8%         |
| 제14회 | 5월 5일  | -               | 15.6%           | 13.6%         |
| 제15회 | 5월 11일 | -               | 15.2%           | 14.6%         |
| 제16회 | 5월 12일 | -               | 18.3%           | 17.1%         |
| 제17회 | 5월 18일 | -               | 16.2%           | 15.1%         |
| 제18회 | 5월 19일 | -               | 18.4%           | 17.1%         |
| 제19회 | 5월 25일 | -               | 14.8%           | 13.9%         |
| 제20회 | 5월 26일 | -               | 18.1%           | 16.8%         |
| 제21회 | 6월 1일  | -               | 15.4%           | 14.0%         |
| 제22회 | 6월 2일  | -               | 17.2%           | 15.7%         |
| 제23회 | 6월 8일  | -               | 16.0%           | 14.0%         |
| 제24회 | 6월 9일  | -               | 17.0%           | 16.1%         |
| 제25회 | 6월 15일 | -               | 16.2%           | 15.3%         |
| 제26회 | 6월 16일 | -               | 17.2%           | 16.4%         |
| 제27회 | 6월 22일 | -               | 18.0%           | 17.0%         |
| 제28회 | 6월 23일 | -               | 17.9%           | 17.0%         |
| 제29회 | 6월 29일 | -               | 16.5%           | 15.6%         |
| 제30회 | 6월 30일 | -               | 18.3%           | 17.2%         |
| 제31회 | 7월 6일  | -               | 17.5%           | 17.1%         |
| 제32회 | 7월 7일  | -               | 18.6%           | 17.8%         |
| 제33회 | 7월 13일 | -               | 16.0%           | 15.6%         |
| 제34회 | 7월 14일 | -               | 17.9%           | 17.2%         |
| 제35회 | 7월 20일 | -               | 17.2%           | 16.1%         |
| 제36회 | 7월 21일 | -               | 19.2%           | 18.2%         |
| 제37회 | 8월 10일 | -               | 12.4%           | 11.8%         |
| 제38회 | 8월 11일 | -               | 14.0%           | 14.0%         |
| 제39회 | 8월 17일 | -               | 18.1%           | 17.2%         |
| 제40회 | 8월 18일 | -               | 19.5%           | 17.4%         |
| 제41회 | 8월 24일 | -               | 18.4%           | 17.2%         |
| 제42회 | 8월 25일 | -               | 20.5%           | 19.8%         |
| 제43회 | 8월 31일 | -               | 18.3%           | 17.4%         |
| 제44회 | 9월 1일  | -               | 18.6%           | 17.5%         |
| 제45회 | 9월 7일  | -               | 16.6%           | 15.3%         |
| 제46회 | 9월 8일  | -               | 19.8%           | 18.7%         |
| 제47회 | 9월 14일 | -               | 18.0%           | 17.5%         |
| 제48회 | 9월 15일 | -               | 18.0%           | 16.5%         |
| 제49회 | 9월 21일 | -               | 19.8%           | 17.6%         |
| 제50회 | 9월 22일 | -               | 21.4%           | 20.4%         |

## 결방 사유 및 편성 변경
- 2024년 7월 27일 : 여기는 파리 - [배드민턴] 예선 혼합 복식/남자 복식 [유도] 예선 여자 48kg/남자 60kg [사격] 결선~시상식 혼성 10m 공기소총 (금지현 박하준) [펜싱] 64강~32강 여자 개인 에페/남자 개인 사브르 [수영] 예선 남자 자유형 400m 중계방송으로 인한 결방.
- 2024년 7월 28일 : 여기는 파리 - [사격] 결선~시상식 남/녀 10m 공기권총 (오예진 김예지) [탁구] 남녀 단식 64강 [수영] 예선 남자 자유형 200m 중계방송으로 인한 결방.
- 2024년 8월 3일 : 여기는 파리 - [수영] 예선 남자 혼계영 4x100m [양궁] 8강~결승, 시상식 여자개인 (임시현 전훈영 남수현) [탁구] 동메달 결정전 여자 단식 (신유빈) [펜싱] 준결승 여자 사브르 단체 [체조] 결승 남자 마루/여자 도마 (여서정) 중계방송으로 인한 결방.
- 2024년 8월 4일 : 여기는 파리 - [양궁] 8강~결승, 시상식 남자개인 (김우진 이우석 김제덕) [복싱] 준결승 여자 54kg (임애지) 중계방송으로 인한 결방.
- 2024년 8월 11일 : 여기는 파리 - [역도] 여+81kg (박혜정) 인상용상 [근대 5종] 결승 여자개인 (김선우 성승민) 중계방송으로 인해 밤 9시부터 10시 20분까지 편성 변경. (38회)

## 수상 목록
- 2024년 제10회 에이판 스타 어워즈 장편드라마 부문 남자 최우수연기상 (지현우)
- 2024년 제10회 에이판 스타 어워즈 장편드라마 부문 여자 최우수연기상 (임수향)
- 2024년 KBS 연기대상 남자 청소년 연기상 (문성현)
- 2024년 KBS 연기대상 여자 청소년 연기상 (이설아)
- 2024년 KBS 연기대상 여자 신인상 (한수아)
- 2024년 KBS 연기대상 여자 조연상 (윤유선)
- 2024년 KBS 연기대상 베스트 커플상 (지현우&임수향)
- 2024년 KBS 연기대상 남자 최우수상 (지현우)
- 2024년 KBS 연기대상 여자 최우수상 (임수향)

## OST
- Part.1 김다현 - 어머나 (2024년 3월 23일 발매)[3]
- Part.2 주원탁 - 종이학 (2024년 3월 30일 발매)[4]
- Part.3 김다현 - 기분 좋은 날 (2024년 4월 6일 발매)[5]
- Part.4 김호중 - 결국엔 당신입니다 (2024년 4월 13일 발매)
- Part.5 여은 - 자꾸만 니가 나타나 (2024년 4월 20일 발매)
- Part.6 송하예 - 사랑 참 어렵다 (2024년 4월 27일 발매)[6]
- Part.7 숙희 - 별처럼 내게 빛이 돼준 그대에게 (2024년 5월 24일 발매)
- Part.8 제이세라 - 잊는다고 잊혀지니 (2024년 5월 11일 발매)
- Part.9 공기남 - My love (2024년 5월 18일 발매)[7]
- Part.10 신현희 - My love (2024년 5월 25일 발매)[8]
- Part.11 한경일 - 사랑받고 싶다 (2024년 6월 1일 발매)
- Part.12 써니힐 - 나의 첫사랑 (2024년 6월 8일 발매)
- Part.13 란 - I'm still loving you (2024년 6월 15일 발매)
- Part.14 황가람 - 가지 말라고 (2024년 6월 22일 발매)
- Part.15 안예슬 - 널 처음 보던 그 순간 (2024년 6월 29일 발매)
- Part.16 한올 - 내가 그댈 사랑하는 이유 (2024년 7월 6일 발매)
- Part.17 이세준 - 모든 걸 줄게요 (2024년 7월 13일 발매)
- Part.18 이동윤 - 나를 떠나가는 그대여 (2024년 7월 20일 발매)
- Part.19 제이세라 - 운명이 우릴 갈라놓아도 (2024년 7월 27일 발매)
- Part.20 우은미 - 나를 웃게 해주던 한 사람 (2024년 8월 3일 발매)
- Part.21 한가빈 - Magic Hour (2024년 8월 10일 발매)
- Part.22 김형중 - 이별시계 (2024년 8월 17일 발매)
- Part.23 모닝커피 - 이러면 안 되는 걸 (2024년 8월 24일 발매)
- Part.24 지미브라운 - 아로하 (2024년 8월 31일 발매)
- Part.25 여은 - 모든 순간이 아무렇지 않은 날 (2024년 9월 7일 발매)
- Part.26 리디아 - 아무 일 없는 듯 돌아와요 (2024년 9월 14일 발매)
- Part.27 황시연 - 일년이면 잊혀질까 (2024년 9월 21일 발매)

## 같이 보기
- 대한민국의 텔레비전 드라마 목록 (ㅁ)
- 2024년 대한민국의 텔레비전 드라마 목록